# Lampaul-Plouarzel
Lampaul-Plouarzel (bret. Lambaol-Blouarzhel) – to miejscowość i gmina we Francji, w regionie Bretania, w departamencie Finistère.
Według danych na rok 1990 gminę zamieszkiwały 1662 osoby, a gęstość zaludnienia wynosiła 411 osób/km² (wśród 1269 gmin Bretanii Lampaul-Plouarzel plasuje się na 379. miejscu pod względem liczby ludności, natomiast pod względem powierzchni na miejscu 1044.).